# Надежда (железопътна спирка)
Вижте пояснителната страница за други значения на Надежда.
Надежда е железопътна спирка в София, район „Надежда“ на Столичната община.
Намира се на двупътното междугарие София – Волуяк, веднага след Централна гара София. На нея спират всички крайградски и пътнически влакове.
Точно срещу нея се намира вагонно железопътно депо „Надежда“ – най-голямото в България и на Балканския полуостров. Тя е разположена на 10 метра от входа му. Обслужва работниците от депото и жителите на кв. „Триъгълника“ (р-н „Надежда“), свързвайки ги с Централната гара.
Други възможни дестинации са Банкя, за където пътуват руски електрички и германски мотриси DESIRO (на компанията Simens). За Перник (през Разменна) връзка се прави с дизелова или електрическа мотриса DESIRO, а за Драгоман рано сутринта се пускат влакове с вагонен състав, следобед – електрическа мотриса SIMENS, а последният влак вечер е с вагонен състав.